# Punto d'origine (film)
Punto d'origine (Point of Origin) è un film nel 2002 diretto da Newton Thomas Sigel con Ray Liotta e John Leguizamo.

## Trama
Basato sulla vera storia di John Orr (Ray Liotta), uno dei più famosi investigatori specializzati in incendi dolosi dello stato della California nel periodo in cui una serie di incendi sospetti affliggeva lo stato.